# Thalasso
Thalasso (abgeleitet von altgriechisch θάλασσα thálassa ‚Meer‘) bezeichnet die Behandlung von Krankheiten mit kaltem oder erwärmtem Meerwasser, Meeresluft, Sonne, Algen, Schlick und Sand.
Beginnend 1750 mit der Doktorarbeit des englischen Arztes Richard Russell zur therapeutischen Wirkung von Meerwasser gegen Infektionskrankheiten („Über die Vergrößerung der Halslymphknoten oder über den Gebrauch des Meerwassers bei Erkrankungen der Lymphknoten“) kam es im 19. Jahrhundert zu allgemeiner Anerkennung und Blüte des Verfahrens in ganz Westeuropa, insbesondere in Frankreich. In Deutschland wurde 1793 mit Heiligendamm das erste Seeheilbad gegründet. Nach dem Zweiten Weltkrieg verlor die Thalassotherapie wegen der hohen Kosten und der breiten Verfügbarkeit neuer Medikamente an Bedeutung.
Heute gibt es einen fließenden Übergang zwischen medizinisch arbeitenden Instituten zur Behandlung von Atemwegserkrankungen, Rheuma und chronischen Hautkrankheiten bis hin zu gesundheits- und wellnessorientierten Angeboten für Urlauber.
Tunesien ist nach Frankreich weltweit der zweitgrößte Anbieter von Thalassotherapien. Jährlich werden rund 600.000 Gäste gezählt. In Deutschland gibt es Thalasso-Einrichtungen an der Ostsee und an der Nordsee. Das größte Thalasso-Zentrum Deutschlands befindet sich auf Norderney (seit August 2005).

## Qualitätsmerkmale
Da der Begriff Thalasso nicht geschützt ist, werden auch im Binnenland Thalasso-Anwendungen mit getrockneten Algen und Meersalzprodukten angeboten. Der Verband deutscher Thalasso-Zentren hat 2002 Kriterien für eine „echte“ Thalassotherapie übernommen, die für seine Mitglieder verbindlich sind:
- Die Einrichtung muss direkt am Meer liegen (maximal 300 Meter vom Meer entfernt)
- Sie muss mit frischem und unbehandeltem Meerwasser behandeln
- Die Einrichtung muss über mindestens ein Meerwasserbecken und genug Behandlungskabinen verfügen, um jedem Gast täglich drei Einzelbehandlungen anbieten zu können
- Es müssen mindestens ein Badearzt, Masseure, Therapeuten und Sportlehrer verfügbar sein
- Hygiene und Sicherheit werden ständig kontrolliert
- Es werden weitere gesundheitsfördernde Aktivitäten angeboten

Der Europäische Heilbäderverband fordert darüber hinaus:
- Allergenarme und reine Seeluft
- Heliotherapie mit natürlicher Sonnenstrahlung
- Bewegungsangebote am Meeresufer.[2]

Auf dem I. Internationalen Thalassokongress 2002 im Ostseebad Warnemünde, organisiert vom Bäderverband Mecklenburg-Vorpommern e. V. mit dem Europäischen Heilbäderverband (EHV), trafen sich kompetente Vertreter aus 13 Nationen, um die Thalassotherapie = Meeresheilkunde mit Qualitätskriterien zu untersetzen.
Die acht Kriterien zur erfolgreichen Anwendung der Thalassotherapie:
1. Ein therapeutisches und/oder präventives Konzept für definierte Indikationen (Heilanzeigen) unter ärztlicher Betreuung muss vorhanden sein.
2. Der Behandlungsort muss direkt am Meer, also in unmittelbarem Einfluss des Meeresklimas liegen.'
3. Meerwasser zum Inhalieren und/oder Baden z. B. als Wanne- oder Schwimmbad sowie als natürliches Seebad muss zur Verfügung stehen.
4. Meeresprodukte wie z. B. Schlick, Algen, Kreide und Sand können für unterschiedliche Anwendungen eingesetzt werden.
5. Heliotherapie gehört zum Konzept, also die primäre Ausnutzung der natürlichen Sonnenstrahlung, bei ungünstiger Witterung ergänzt durch künstliche UV-Strahlen.
6. Allergenarme und saubere Seeluft kann bei ausgedehnten Freiluftaufenthalten genutzt werden.
7. Dosierte Klimaexposition und Bewegungstherapie in der ufernahen Zone müssen ermöglicht werden sowie eine kontrollierte Steigerung dieser Therapie-Reize.
8. Begleitende gesundheitsbildende Maßnahmen etwa mit den Schwerpunkten Entspannung, Ernährungsumstellung und körperliche Aktivität ergänzen die Thalasso-Therapie.

Auf dem im April 2008 im Seeheilbad Heringsdorf in Mecklenburg-Vorpommern stattgefundenen II. Internationalen Thalassokongress wurden diese europaweit geltenden acht Qualitätskriterien zur erfolgreichen Anwendung der Thalassotherapie von den Vertretern der anwesenden 16 Länder bestätigt.
Bei Thalasso unterscheidet man zwei Richtungen:
1. Die Thalassotherapie als medizinisches Heilmittel. Sie unterliegt besonderen Bedingungen, wie der ständigen Überprüfung des Heilmittels Wasser auf Qualität, der ständigen medizinischen, wissenschaftlichen Begleitung durch den Arzt und ausgebildeten Therapeuten. Diese äußerst hohe Stufe der Qualität kann nur von Therapieeinrichtungen und Reha-Kliniken in Seeheilbädern und Seebädern, mit entsprechendem medizinisch-wissenschaftlichen Know-how geleistet werden. Die Thalassotherapie wird dort zur Heilung von Erkrankungen und zur Vorbeugung gegen Krankheiten (Rehabilitation und Prävention) genutzt. Diese Heilbehandlung (Thalassotherapie) wird von den Kostenträgern in Mecklenburg-Vorpommern als ortsgebundenes Heilmittel anerkannt.
2. Thalassoanwendung zu Präventions- als auch kosmetischen Zwecken. Es muss streng darauf geachtet werden, dass auch diese Anwendung von Fachpersonal ausgeführt werden und ein Missbrauch von Anwendungen mit Thalasso ausgeschlossen wird.

Auf dem II. Internationalen Thalassokongress im Seeheilbad Heringsdorf wurden erstmals zehn internationale Kriterien für einen Thalasso-Ort/Resort erarbeitet und verabschiedet.
Die Erfüllung dieser zehn internationalen Kriterien sind Voraussetzung für den „Premium Thalasso Europe Award“ und die höchste Auszeichnung, die ein Seeheilbad oder Seebad beziehungsweise ein Resort erwerben kann. Dieser Preis, auch „THALATA“ (Meeresprinzessin) genannt, wurde einstimmig dem Seeheilbad Heringsdorf als Thalasso-Ort/-Resort verliehen.

## Ablauf einer Thalasso-Kur
Nach einem Arztgespräch wird das Kurprogramm individuell festgelegt. Eine Kur dauert in der Regel eine Woche. Elemente der Thalasso-Therapie sind: Hydrotherapie, Pressurmassage, Elektrophysiotherapie, Bäder, Packungen mit Algen und Schlick, Vichydusche, Jetdusche, Inhalationen mit Aerosol und Wassergymnastik.

## Indikationen
Für eine medizinische Thalasso-Kur sind die folgenden Indikationen am häufigsten:
- Rheuma
- Neurodermitis und Schuppenflechte
- Durchblutungsstörungen
- chronische Verstopfung
- Morbus Crohn
- Rückenprobleme
- Stress, allgemeine Erschöpfung

Thalasso im Wellnessbereich dient nur der Entspannung.
- Erkrankung der Atemwege
- Frühstadien der Hyperthyreose
- Fibromyalgie [fortschreitende Symptomatik]

## Kontraindikationen
Thalasso ist nicht für jeden geeignet. Auf keinen Fall sollte ohne vorherige ärztliche Beratung die Methode angewandt werden bei:
- Schilddrüsenüberfunktion
- Iodallergie
- Bluthochdruck
- Kreislaufschwäche
- Krebserkrankungen
- Schwangerschaft